# 河口裸趾虎
河口裸趾虎 （学名：Cyrtodactylus hekouensis），一种于中华人民共和国云南省河口瑶族自治县大围山自然保护区发现的爬行动物，隶属于壁虎科裸趾虎属。其种加词“hekouensis”意为“云南红河州河口县的”。

## 形态特征
正模标本头体长77.0毫米，尾长72.8毫米。身体背部具有深棕色横带和黄色瘤状突起。

## 保护
本种于2023年被收录入《有重要生态、科学、社会价值的陆生野生动物名录》。